# Feliks Stobnicki
Feliks Stobnicki, též Szczesny Stobnicki (13. ledna 1800 Wola Radłowska – 14. března 1882 Krakov), byl rakouský politik polské národnosti z Haliče, během revolučního roku 1848 poslanec Říšského sněmu.

## Biografie
Jeho otcem byl statkář. Bratr Henryk Stobnicki (1816–1860) byl rakouským důstojníkem. Feliks vychodil školu v Tarnowě a Olomouci. V roce 1819 vstoupil do artilerie polské armády. Od roku 1821 navštěvoval důstojnickou školu ve Varšavě a stal se střelmistrem v lehkém dělostřelectvu v Łęczyci. V roce 1824 opustil vojenskou službu. Když vypuklo polské listopadové povstání roku 1831, vrátil se do armády. Vyznamenal se v bitvě u Grochówa proti Rusům a podílel se na dalších bitvách. Po skončení bojů se uchýlil do Haliče, kde spravoval statek své druhé manželky Marie rozené Wielogłowské v Limanowa. Ve 40. letech byl odpůrcem polských tajných spolků napojených na organizaci Towarzystwo Demokratyczne Polskie. Když vypuklo krakovské povstání roku 1846, zodpovídal za obranu města Limanowa před útoky selských povstalců.
Během revolučního roku 1848 se zapojil do politického dění. Byl předsedou Národní rady v Nowém Sączu a od května 1848 členem centrální Národní rady ve Lvově. Ve volbách roku 1848 byl zvolen na rakouský ústavodárný Říšský sněm. Zastupoval volební obvod Tymbark v Haliči. Uvádí se jako majitel hospodářství. Na sněmu patřil do skupiny tzv. Frackpolen, ve které se spojily kruhy polských statkářů a inteligence. Když vypukla v říjnu 1848 revoluce ve Vídni, byl jediným polským poslancem ve stálém výboru parlamentu, který ve Vídni i během povstání zasedal. Byl postřelen v bojích o vídeňskou zbrojnici. Důrazně odsoudil vraždu ministra Theodora Bailleta de Latoura revolučním davem. Pokračoval pak v parlamentní práci po přestěhování sněmu do Kroměříže.
Po rozpuštění sněmu v březnu 1849 se stáhl z politiky. V roce 1855 se přestěhoval do Krakova.